# ジョー・マンテーニャ
ジョー・マンテーニャ（Joe Mantegna, 1947年11月13日 - ）は、アメリカ合衆国イリノイ州シカゴ生まれの俳優・声優・映画監督・脚本家・映画プロデューサー。

## 来歴
1947年、アル・カポネで知られるイリノイ州のシセロのイタリア系の家系に生まれる。短大を卒業した後に、俳優を目指して多くの俳優を輩出している演劇学校のGoodman School of Drama (他の出身者にはリンダ・ハントやジョン・C・ライリーなどがいる) に2年間在籍。本人曰く、生まれ育ったシセロからは演技をする上で非常に多くのインスピレーションを得たと語っている。
演劇学校を卒業した1969年と同じ年、ミュージカル『ヘアー』のシカゴ公演で俳優デビュー。後の1977年には映画デビュー、1978年にはブロードウェイデビューを果たした。しかしなかなか芽が出ず、シカゴへ一端戻り、劇団で活動を続ける。注目されるようになったのは、デヴィッド・マメット演出の舞台に出演するようになってからで、マメットの初監督作品『スリル・オブ・ゲーム』から名前が認知されるようになる。
その後は順調にキャリアを築き、1988年にドン・アメチーと共演したクライム・コメディ『週末はマフィアと!』において、ヴェネツィア国際映画祭 男優賞を受賞した。1989年には『ゴッドファーザー PART III』において、敵役のジョーイ・ザザを演じた。1998年にはテレビ映画『ラット・パック/シナトラとJFK』に出演してゴールデングローブ賞へノミネートされている。
また舞台でもマメット演出の『Glengarry Glen Ross』のリチャード・ローマ役でトニー賞を受賞し、演技のみならず映画『消滅水域』では映画監督にも初挑戦している。2007年からはテレビドラマ『クリミナル・マインド FBI行動分析課』にデヴィッド・ロッシ役でレギュラー出演している。
声優としても活動しており、アニメシリーズ『ザ・シンプソンズ』において、スプリングフィールドに住むマフィアのボス “ファット・トニー”役の声を担当している。人気番組『サタデー・ナイト・ライブ』にも出演した経験がある。学生時代にはバンドにも参加しており、現在でもバンド仲間との交流はあるという。

## 家族
1975年に結婚しており、現在は2人の父親である。娘のジーア・マンテーニャは女優で、『クリミナル・マインド FBI行動分析課』のシーズン3にゲスト出演し親子共演を果たしている。

## 出演作品

### 映画
- ザ・シンガー Elvis (1978) - ジョー・エスポジート
- ザナドゥ Xanadu (1980)
- マネー・ピット The Money Pit (1986) - アート・シャーク
- サボテン・ブラザース ¡Three Amigos! (1986) - ハリー
- オフビート Off Beat (1986)
- スリル・オブ・ゲーム House of Games (1987)
- 容疑者 Suspect (1987)
- ウィーズ Weeds (1987) - カーマイン
- 週末はマフィアと! Things Change - ジェリー ※ヴェネツィア国際映画祭 男優賞受賞
- ゴッドファーザー PART III The Godfather Part III (1990) - ジョーイ・ザザ
- アリス Alice (1990) - ジョー・ラファロ
- バグジー Bugsy (1991) - ジョージ
- クイーンズ・ロジック/女の言い分・男の言い訳 Queens Logic (1991) - アル
- 殺人課 Homicide (1991) - ボビー・ゴールド
- BODY/ボディ Body of Evidence (1993) - ロバート・ギャレット
- ボビー・フィッシャーを探して Searching for Bobby Fischer (1993) - フレッド・ウェイツキン
- ハードロック・ハイジャック Airheads (1994) - イアン “ザ・シャーク”
- 赤ちゃんのおでかけ Baby's Day Out (1994) - エディ
- 彼と彼女の第2章 Forget Paris (1995)
- レイジング・ブレット 復讐の銃弾 Eye for an Eye (1996) - デニーロ刑事
- アンカーウーマン Up Close & Personal (1996) - バッキー・テラノヴァ
- スティーヴン・キング/痩せゆく男 Thinner (1996) - リチャード・ジネリ
- アルビノ・アリゲーター Albino Alligator (1997) - ブラウニング捜査官
- ラット・パック/シナトラとJFK The Rat Pack (1998) - ディーン・マーティン テレビ映画 ※ゴールデングローブ賞ノミネート
- セレブリティ Celebrity (1998) - トニー・ガーデラ
- エアポート'99 Airspeed (1998) - レイモンド・ストーン
- デスリミッツ The Runner (1999)
- リバティ・ハイツ Liberty Heights (1999) - ネイト
- 消滅水域 Lakeboat (2000) 兼監督・製作
- デンジャーゾーン タービュランス3 Turbulence 3: Heavy Metal (2001) - フランク・ガーナー捜査官
- 美しい人 Nine Lives (2005)
- NAKED ネイキッド Naked Fear (2007)
- アメリカン・ホストクラブ Cougar Club (2007)
- ザ・シンプソンズ MOVIE The Simpsons Movie (2007) - ファット・トニー 声の出演
- ラストヒットマン The Last Hit Man (2008) - ハリー
- レッドベルト 傷だらけのファイター Redbelt (2008) - ジェリー
- バレンタインデー Valentine's Day (2010)
- カーズ2 Cars 2 (2011) - グレム 声の出演
- 愛と裏切りの銃弾 10 Cent Pistol (2014) - パンチー

### テレビドラマ
- Soap (1980-1981)
- トワイライト・ゾーン Twilight Zone (1987)
- サタデー・ナイト・ライブ Saturday Night Live (1991, 1993) バラエティ番組
- そりゃないぜ!? フレイジャー Frasier (1993)
- First Monday (2002) - Justice Joseph Novelli
- Joan of Arcadia (2003-2005) - 本人
- クリミナル・マインド FBI行動分析課 Criminal Minds (2007-2020, 2022-) - デヴィッド・ロッシ
- クリミナル・マインド 国際捜査班 Criminal Minds: Beyond Borders (2016-2017) - デヴィッド・ロッシ
- Gun Stories (2011-2016) - 本人

### テレビアニメ
- ザ・シンプソンズ The Simpsons (1991-)
- ラグラッツ Rugrats (1997)
- キム・ポッシブル Kim Possible (2006)